# 1-Fluorhexan
1-Fluorhexan ist eine chemische Verbindung aus der Gruppe der aliphatischen, gesättigten Halogenkohlenwasserstoffe.

## Gewinnung und Darstellung
1-Fluorhexan kann durch Reaktion von 1-Chlorhexan oder 1-Bromhexan mit Kaliumfluorid in Ethylenglycol gewonnen werden.

## Eigenschaften
1-Fluorhexan ist eine farblose Flüssigkeit, die löslich in Ether und Benzol ist.